# AS Police
El AS Police es un equipo de fútbol de la República del Congo que milita en la Segunda División del Congo, la segunda liga de fútbol más importante del país.

## Historia
Fue fundado en el año 1989 en la capital Brazzaville y es el club que representa al cuerpo de policía del país, siendo campeón de la Primera División del Congo en 2 ocasiones, donde su última temporada fue la del 2012; y campeón de copa en 1 ocasión.
A nivel internacional han participado en 2 torneos continentales, en donde su mejor participación ha sido en la Recopa Africana 2002, en la que fue eliminado en las semifinales por el Asante Kotoko FC de Ghana.

## Palmarés
- Primera División del Congo: 2

2002, 2005
- Copa del Congo de Fútbol: 1

2001

## Participación en competiciones de la CAF
| Temporada | Torneo                      | Ronda            | Club             | Casa | Visita | Global      |
| --------- | --------------------------- | ---------------- | ---------------- | ---- | ------ | ----------- |
| 2002      | Recopa Africana             | 1                | Dolphins         | 2-0  | 0-1    | 2-1         |
| 2002      | Recopa Africana             | 2                | Fovu Baham       | 0-0  | 0-0    | 0-0 (5-3 p) |
| 2002      | Recopa Africana             | Cuartos de final | Al-Mourada       | 1-0  | 3-0    | 4-0         |
| 2002      | Recopa Africana             | Semifinales      | Asante Kotoko FC | 2-3  | 0-4    | 2-7         |
| 2003      | Liga de Campeones de la CAF | 1                | Stade Malien     | 2-1  | 0-1    | 2-2 (a)     |

## Jugadores

### Jugadores destacados
| - Hermann Sidoine Beaullia - Cyrille Diazayakana - Rod Embingou | - Franchel Ibara - Patrick Lolo - Fabrice N'Guessi |